# Erez Edelstein
Erez Edelstein  (nacido el 23 de agosto de 1961) es un entrenador israelí de baloncesto . Actualmente está sin equipo, tras entrenar a la Selección de baloncesto de Israel.

## Trayectoria
Edelstein es entrenador de baloncesto desde 1990 y ha entrenado a Hapoel Gbat, Macabi Kiryat Motzkin, Macabi Hadera, Hapoel Jerusalem, Bnei Herzliya, Maccabi Ramat Gan y Hapoel Tel Aviv B.C., por lo que conoce holgadamente la competición doméstica. Edelstein fue anteriormente asistente de entrenador del seleccionado israelí y entrenador del seleccionado de Universiada. Su única experiencia en Euroliga fue como asistente de Pini Gershon en el Olympiacos hace una década.
En 2016, firma con el Maccabi Tel Aviv, donde compatibilizará su cargo como seleccionador de Israel.